# Filip Sachpekidis
Filip Filipos Lars Sachpekidis (* 3. Juli 1997 in Kalmar) ist ein schwedischer Fußballspieler. Seit 2013 steht der Mittelfeldspieler im Profiaufgebot der Kalmar FF in der Fotbollsallsvenskan. Seit dem 3. August 2013 ist er der jüngste Torschütze in der Geschichte der Allsvenskan, nachdem ihm bei seinem Debütspiel gegen den Syrianska FC das Siegestor gelang.

## Vereinskarriere
Der griechischstämmige Filip Sachpekidis wurde im Sommer 1997 in der Küstenstadt Kalmar geboren. Noch in jungen Jahren schloss er sich der Lindsdals IF, nur unweit seiner Geburtsstadt, an. Beim Verein, dessen Herrenmannschaft in der Geschichte vorwiegend im Amateurbereich aktiv war und der vor allem durch seine in den 1990ern in der Damallsvenskan spielenden Damenmannschaft bekannt ist, war er bis 2011 in der Jugendabteilung aktiv. In der großen Nachwuchsabteilung des Klubs wurde sein Talent rasch entdeckt und er kam, aufgrund einer langjährigen Partnerschaft beider Klubs, rasch zum nächstgelegenen Profiklub, der Kalmar FF. Dort wurde er fortan in deren Nachwuchsmannschaften ausgebildet, so war er unter anderem im Jahre 2012 bereits in vier Partien der U-19-Mannschaft mit Spielbetrieb in der U-19 Allsvenskan Södra im Einsatz. In ebendiesem Jahr schaffte er es schließlich auch in die U-17-Nationalmannschaft seines Heimatlandes, in der er fortan in einer Vielzahl von Länderspielen zum Einsatz kam. Seinen Durchbruch bei Kalmar FF feierte der junge Mittelfeldakteur schließlich im darauffolgenden Jahr 2013. Neben neun Meisterschaftseinsätzen, in denen er einen Treffer erzielte und einen weiteren vorbereitete, in der U-19-Mannschaft, folgten ebenso viele Einsätze im U-21-Team des Vereins mit Spielbetrieb in der U-21 Allsvenskan Södra.
Bei seinem U-21-Ligadebüt am 12. März 2013 beim 1:1-Auswärtsremis gegen die U-21 des IFK Göteborg war Sachpekidis gerade einmal 15 Jahre alt. Nur rund zwei Monate später saß er beim Allsvenskan-Spiel gegen den IFK Göteborg das erste Mal auf der Ersatzbank des Profiteams, kam aber nicht zum Einsatz. Abermals zwei Monate später fand er sich erneut auf der Ersatzbank der Profimannschaft wieder, konnte jedoch abermals keinen Einsatz verzeichnen. Dies änderte sich, als er – mittlerweile 16-jährig – am 3. August 2013 beim 1:0-Heimsieg über den Syrianska FC ab der 86. Spielminute von Nanne Bergstrand eingesetzt wurde. Im Spiel wurde er auf der linken Mittelfeldposition eingesetzt, ersetzte dabei den Brasilianer Ismael Silva Lima und erzielte nur kurze Zeit später in der 90. Minute das Siegestor seiner Mannschaft. Mit diesem Tor wurde er auch zum jüngsten Torschützen in der Geschichte der Allsvenskan, da er zu diesem Zeitpunkt gerade 16 Jahre und einen Monat alt war und damit den seit 1990 bestehenden Rekord von Peter Vougt, der bei seinem ersten Treffer 16 Jahre, drei Monate und 24 Tage alt war, zunichtemachte. Weitere Einsätze in der höchsten Fußballliga des Landes blieben ihm danach allerdings verwehrt; erst im Saisonabschlussspiel saß er einsatzlos auf der Ersatzbank.
Außerdem gab Sachpekidis in diesem Jahr sein Debüt im Schwedischen Fußballpokal der Männer, als er beim Zweitrundenspiel gegen den Drittligisten Torslanda IK über eine Stunde eingesetzt wurde und mit dem Team noch in dieser Runde mit einer Niederlage im Elfmeterschießen vom laufenden Wettbewerb ausschied. Mit der Kalmar FF erreichte er im Endklassement der Fotbollsallsvenskan 2013 den komfortablen vierten Tabellenplatz; dabei vergab die Mannschaft im letzten Spiel den dritten Tabellenrang und die damit verbundene Teilnahme an der Qualifikation zur UEFA Europa League 2014/15. Auch für die Fotbollsallsvenskan 2014 steht der junge Mittelfeldspieler im Profiaufgebot der Kalmar FF und trägt dabei im Profiteam die Rückennummer 24; sein Vertrag hat eine Laufzeit bis 2016.

## Nationalmannschaftskarriere
Seine ersten Auftritte für sein Heimatland hatte Sachpekidis im Jahre 2012, als er für die schwedische U-17-Nationalmannschaft eingesetzt wurde. Mit der Mannschaft nahm er im Oktober 2013 unter anderem an der Qualifikationsrunde zur U-17-Fußball-Europameisterschaft 2014, wobei er in allen drei Spielen seiner Mannschaft in der Gruppe 2 eingesetzt wurde. Beim Aufstieg in die Eliterunde konnte er bei drei Qualifikationseinsätzen zwei Torvorlagen vorweisen; in der Eliterunde, die abermals in einer Gruppenphase ausgetragen wird, trifft der griechischstämmige Mittelfeldakteur im März 2014 auf Alterskollegen aus den Niederlanden, Frankreich und Österreich.